# Банный яр
«Банный яр» (укр. Банний яр) — ботанический заказник общегосударственного значения, расположенный на территории Сумского района (Сумская область, Украина). 
Площадь — 236 га.

## История
Заказник был создан в Постановлением Совета министров УССР от 28 октября 1974 года № 500.

## Описание
Природоохранный объект создан с целью охраны реликтовой фауны лесного массива на правобережной пойме реки Псёл. Заказник занимает квадраты 26, 42-43, 52 Могрицкого лесничества (Юнаковского) на территории Могрицкого сельсовета между сёлами Могрица, Юнаковка и Битица и пгт Кияница.
Ближайший населённый пункт — село Могрица, город — Сумы.

## Природа
Растительность заказника представлена широколиственным (липово-клёново-дубовым и/или дубово-ясеневого) лесом. Кроме доминирующих пород в лесах встречаются ясень и береза. Травостой лесов представлен типичными для широколиственных лесов видамиː осока волосистая и подмаренник душистый. В заказнике встречаются реликтовые для региона овсяница высокая и страусник обыкновенный, а также краснокнижные лунник оживающий, черемша (лук медвежий), звездчатка лесная, мутинус собачий. Банный яр — единственное документально известное место произрастания реликтового вида лунник оживающий на Левобережной Украине.
Фауна представлена видами природной зоны лесостепь. Является местом обитания 140 видов. Тут встречаются дикая свинья, сарна европейская, лиса, лось, барсук; краснокнижные жук-олень, моховой шмель, голубая ленточница, ленточник тополёвый, красотел пахучий, медведица-хозяйка, обыкновенная медянка.